# Romont (Friburg)
Romont (en alemany Remund, però és un nom antic i poc utilitzat) és un municipi del cantó de Friburg, cap del districte de la Glâne.